# Teología mística cristiana

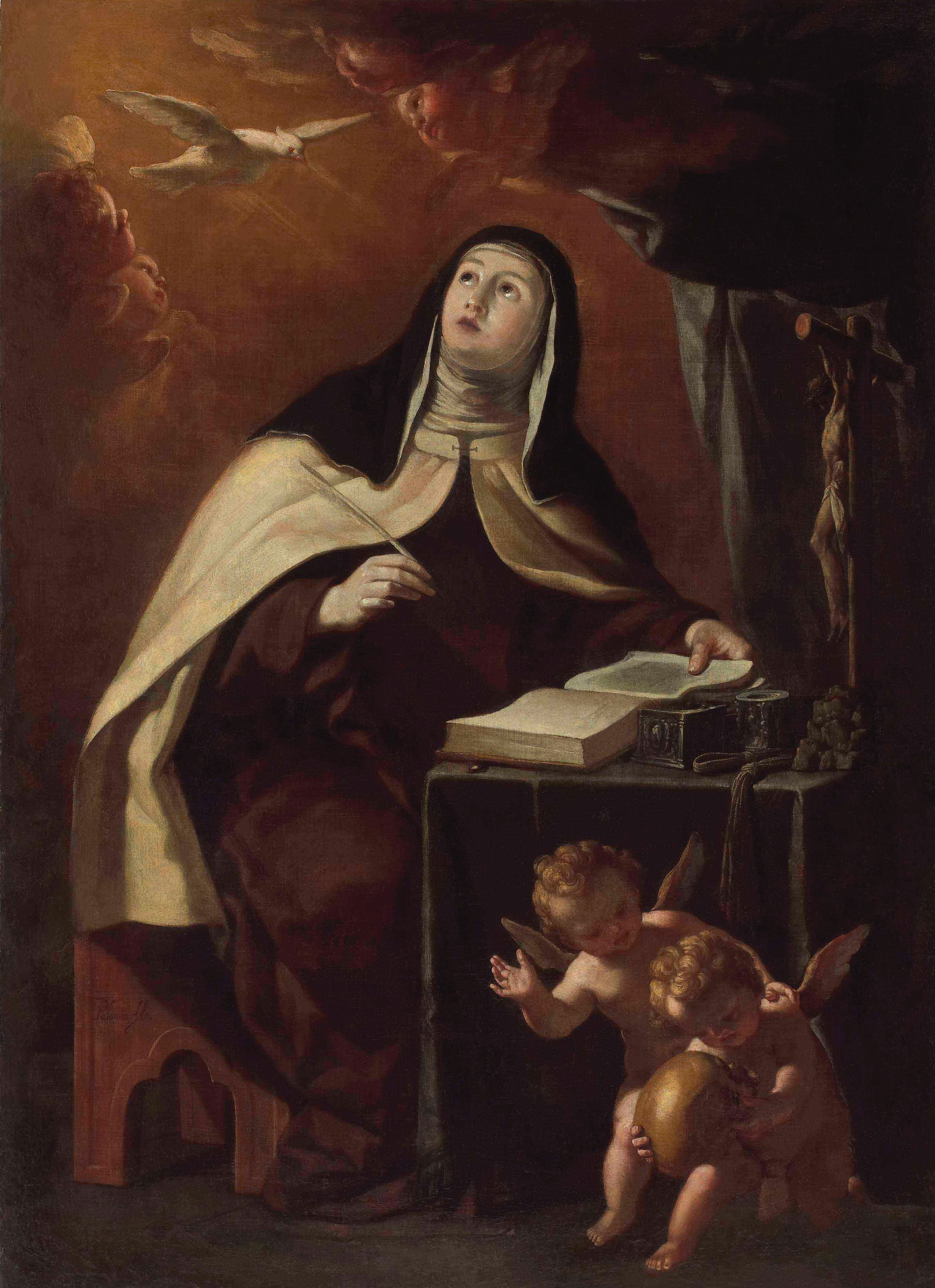
Santa Teresa de Jesús, mística española.

La teología mística cristiana es una de las ramas de la teología cristiana caracterizada por la búsqueda apofática de una experiencia personal, unitiva y amorosa con Dios. También comprende el conjunto de disciplinas ascéticas y meditativas encaminadas a tal fin. También se la conoce como teología negativa.
Hasta el siglo VI, la práctica de lo que hoy se denomina misticismo se designaba con el término contemplatio, c.q. theoria, de Contemplación] (Latín; Griego θεωρία, theoria), "mirar", "contemplar", "ser consciente de" Dios o lo Divino. El cristianismo adoptó el uso de la terminología griega (theoria) y latina (contemplatio, contemplación) para describir diversas formas de oración y el proceso de llegar a conocer a Dios.
Las prácticas contemplativas abarcan desde la simple meditación orante de las Sagradas Escrituras (es decir, la Lectio Divina) hasta la contemplación de la presencia de Dios, que da lugar a la Theosis (unión espiritual con Dios) y a las visiones extáticas de la unión mística del alma con Dios. En la práctica contemplativa se distinguen tres etapas, a saber, la catarsis (purificación), la contemplación propiamente dicha y la visión de Dios.
Las prácticas contemplativas ocupan un lugar destacado en la Ortodoxia oriental y la Ortodoxia oriental, y han cobrado un renovado interés en el cristianismo occidental.

## Etimología

### Theoria
El Griego theoria (θεωρία) significaba "contemplación, especulación, un mirar, cosas miradas", de theorein (θεωρεῖν) "considerar, especular, mirar", de theoros (θεωρός) "espectador", de thea (θέα) "una vista" + horan (ὁρᾶν) "ver". Expresaba el estado de ser un espectador. Tanto el griego θεωρία como el latín contemplatio significaban principalmente mirar las cosas, ya fuera con los ojos o con la mente.
Según William Johnston, hasta el siglo VI la práctica de lo que hoy se denomina misticismo se designaba con el término contemplatio, c.q. theoria. Según Johnston, "[t]anto la contemplación como el misticismo hablan del ojo del amor que está mirando, contemplando, consciente de las realidades divinas."
Varios estudiosos han demostrado similitudes entre la idea griega de theoria y la idea india de darśana (darshan), entre ellos Ian Rutherford y Gregory Grieve.

### Misticismo
.

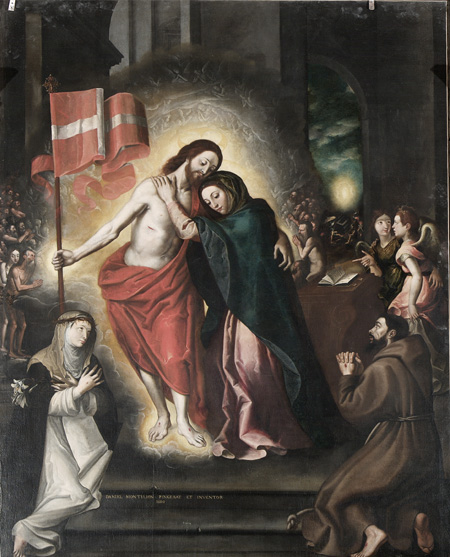
Matrimonio místico de Cristo y la Iglesia

"Misticismo" deriva del griego μυω, que significa "ocultar", y su derivado μυστικός, mystikos', que significa "un iniciado". En el mundo helenístico, un "mystikos" era un iniciado de una religión mistérica. "Místico" se refería a rituales religiosos secretos y el uso de la palabra carecía de referencias directas a lo trascendental.
En el cristianismo primitivo, el término mystikos se refería a tres dimensiones, que pronto se entrelazaron, a saber, la bíblica, la litúrgica y la espiritual o contemplativa. La dimensión bíblica se refiere a la interpretación "oculta" o alegórica de las Escrituras. La dimensión litúrgica se refiere al misterio litúrgico de la Eucaristía, la presencia de Cristo en la Eucaristía.. La tercera dimensión es el conocimiento contemplativo o experiencial de Dios.

## Definición de misticismo

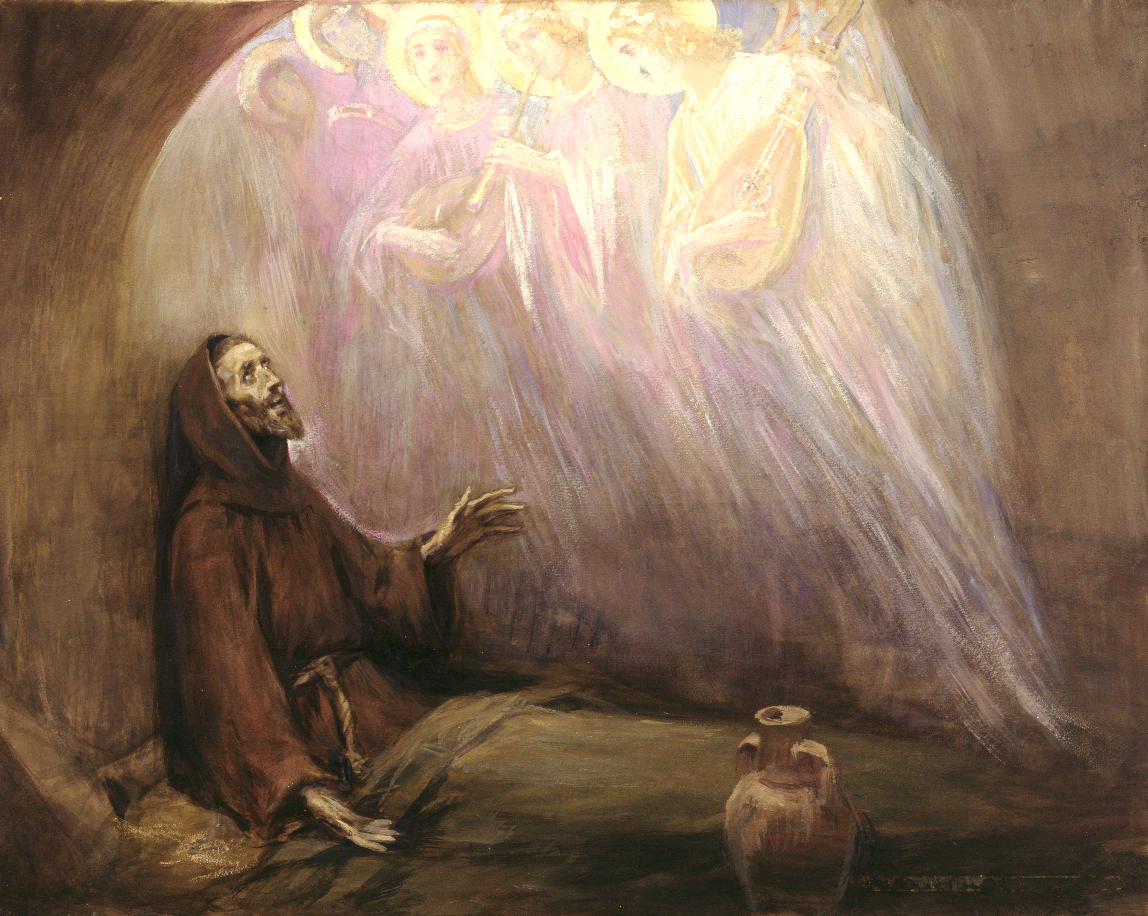
Vida de Francisco de Asís de José Benlliure y Gil

### Presencia transformadora de Dios
El teólogo Bernard McGinn define el misticismo cristiano como: 

[L]a parte, o elemento, de la creencia y la práctica cristianas que concierne a la preparación para, la conciencia de, y el efecto de [...] una presencia directa y transformadora de Dios.

McGinn sostiene que "presencia" es más exacto que "unión", ya que no todos los místicos hablaban de unión con Dios, y puesto que muchas visiones y milagros no estaban necesariamente relacionados con la unión.

### Presencia frente a experiencia
McGinn también argumenta que deberíamos hablar de "conciencia" de la presencia de Dios, en lugar de "experiencia", ya que la actividad mística no trata simplemente de la sensación de Dios como un objeto externo, sino más ampliamente de 

...nuevas formas de conocer y amar basadas en estados de conciencia en los que Dios se hace presente en nuestros actos interiores.

William James popularizó el uso del término "experiencia religiosa" en su libro de 1902 Las variedades de la experiencia religiosa. También ha influido en la comprensión del misticismo como una experiencia distintiva que suministra conocimiento.
Wayne Proudfoot remonta las raíces de la noción de experiencia religiosa al teólogo alemán Friedrich Schleiermacher (1768-1834), quien sostenía que la religión se basa en un sentimiento de lo infinito. Schleiermacher utilizó la noción de experiencia religiosa para defender la religión de la creciente crítica científica y laica. Fue adoptada por muchos estudiosos de la religión, de los cuales William James fue el más influyente.

### Transformación interpersonal

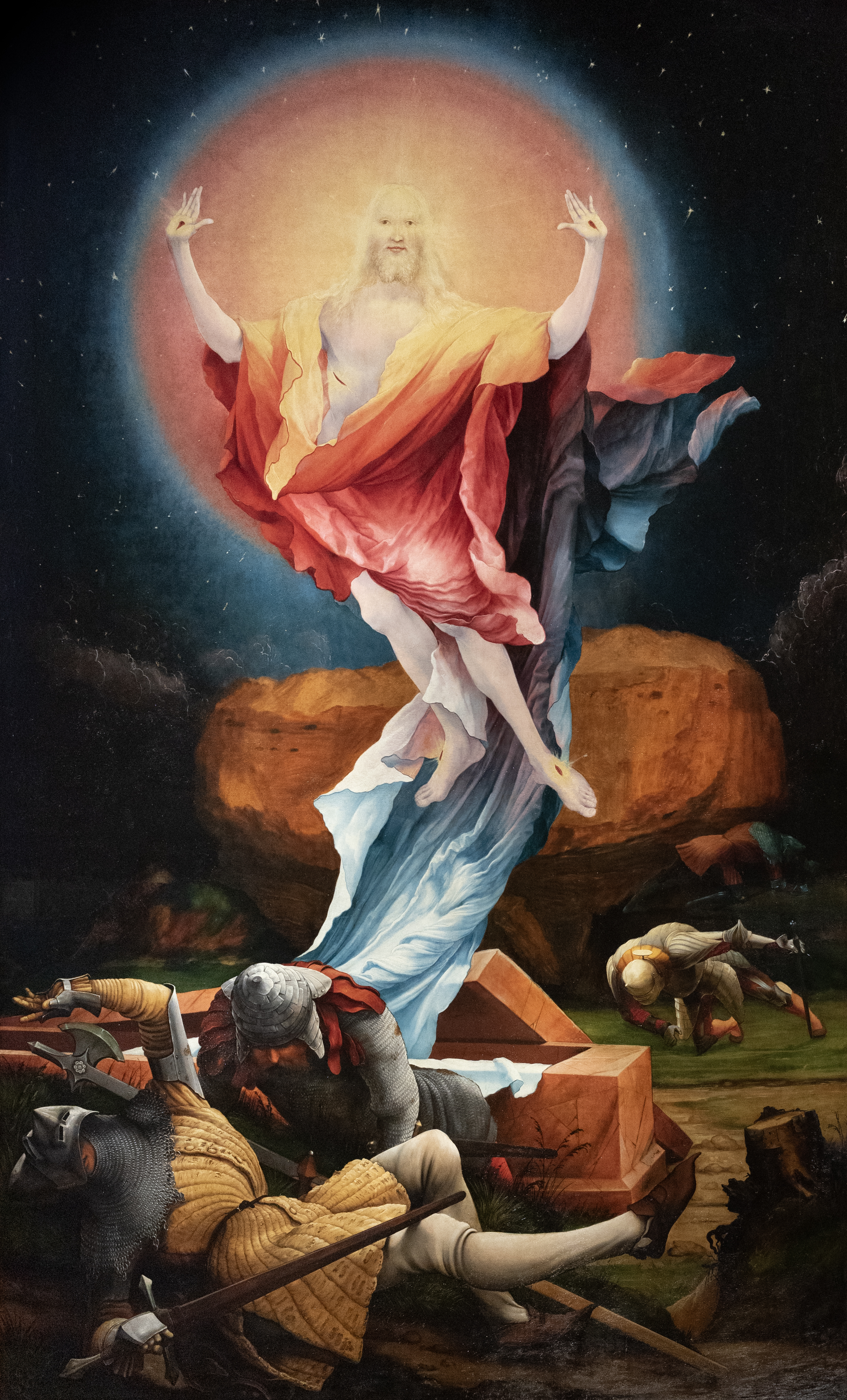
Resurrección de Jesús, Matthias Grünewald

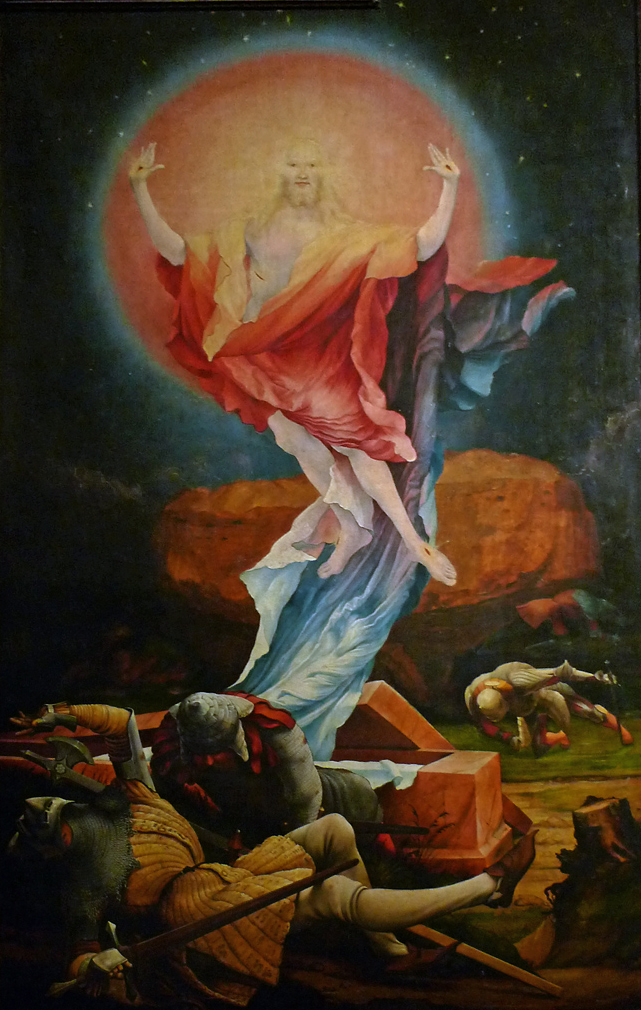
Resurrección de Jesús, Matthias Grünewald

El énfasis de McGinn en la transformación que se produce a través de la actividad mística se relaciona con esta idea de "presencia" en lugar de "experiencia": 

Es por ello que la única prueba que el cristianismo ha conocido para determinar la autenticidad de un místico y su mensaje ha sido la transformación personal, tanto por parte del místico como -especialmente- por parte de aquellos a los que el místico ha afectado.

Parsons señala que el énfasis en la "experiencia" va acompañado de un favorecimiento del individuo atómico, en lugar de la vida compartida en la comunidad. Tampoco distingue entre la experiencia episódica y el misticismo como proceso que se inserta en una matriz religiosa total de liturgia, escritura, culto, virtudes, teología, rituales y prácticas.
Richard King también señala la disyuntiva entre "experiencia mística" y justicia social:

La privatización del misticismo -es decir, la creciente tendencia a situar lo místico en el ámbito psicológico de las experiencias personales- sirve para excluirlo de cuestiones políticas como la justicia social. El misticismo se ve así como una cuestión personal de cultivo de estados interiores de tranquilidad y ecuanimidad que, en lugar de buscar la transformación del mundo, sirven para acomodar al individuo al statu quo mediante el alivio de la ansiedad y el estrés.

### Construcción social
La experiencia mística no es simplemente una cuestión entre el místico y Dios, sino que a menudo está determinada por cuestiones culturales. Por ejemplo, Caroline Bynum ha demostrado cómo, a finales de la Edad Media, los milagros que asistían a la toma de la Eucaristía no eran simplemente simbólicos de la historia de la Pasión sino que servían para reivindicar la ortodoxia teológica del místico, al demostrar que éste no había caído presa de ideas heréticas, como el rechazo del mundo material por parte del catarismo, contrario a la enseñanza ortodoxa de que Dios se encarnó y permaneció sin pecado. Así, la naturaleza de la experiencia mística podía adaptarse a las cuestiones culturales y teológicas particulares de la época.

## La vía mística
En la explicación de la vía mística hay diferencias entre los distintos autores que pueden atribuirse a la dispersión geográfica y temporal de los místicos, la variedad personal de la experiencia mística y el grado de formación teológico de los mismos. Para esta parte se sigue fundamentalmente a San Juan de la Cruz, por ofrecer una de las exposiciones más completas y claras.

### Presencia transformadora de Dios
El teólogo Bernard McGinn define el misticismo cristiano como: 

[L]a parte, o elemento, de la creencia y la práctica cristianas que concierne a la preparación para, la conciencia de, y el efecto de [...] una presencia directa y transformadora de Dios. 

McGinn sostiene que "presencia" es más exacto que "unión", ya que no todos los místicos hablaban de unión con Dios, y puesto que muchas visiones y milagros no estaban necesariamente relacionados con la unión.

### Presencia frente a experiencia
McGinn también argumenta que deberíamos hablar de "conciencia" de la presencia de Dios, en lugar de "experiencia", ya que la actividad mística no se trata simplemente de la sensación de Dios como un objeto externo, sino más ampliamente de 

...nuevas formas de conocer y amar basadas en estados de conciencia en los que Dios se hace presente en nuestros actos interiores.

William James popularizó el uso del término "experiencia religiosa" en su libro de 1902 Las variedades de la experiencia religiosa. También ha influido en la comprensión del misticismo como una experiencia distintiva que suministra conocimiento.
Wayne Proudfoot remonta las raíces de la noción de experiencia religiosa al teólogo alemán Friedrich Schleiermacher (1768-1834), quien sostenía que la religión se basa en un sentimiento de lo infinito. Schleiermacher utilizó la noción de experiencia religiosa para defender la religión de la creciente crítica científica y laica. Fue adoptada por muchos estudiosos de la religión, de los cuales William James fue el más influyente.

### Transformación interpersonal
El énfasis de McGinn en la transformación que se produce a través de la actividad mística se relaciona con esta idea de "presencia" en lugar de "experiencia": 

Es por ello que la única prueba que el cristianismo ha conocido para determinar la autenticidad de un místico y su mensaje ha sido la transformación personal, tanto por parte del místico como -especialmente- por parte de aquellos a los que el místico ha afectado.

Parsons señala que el énfasis en la "experiencia" va acompañado de un favorecimiento del individuo atómico, en lugar de la vida compartida en la comunidad. Tampoco distingue entre la experiencia episódica y el misticismo como proceso que se inserta en una matriz religiosa total de liturgia, escritura, culto, virtudes, teología, rituales y prácticas.
Tradicionalmente, la mística es un camino de tres vías o etapas: la vía purgativa, la vía iluminativa y la vía unitiva.

### Vía purgativa
La vía purgativa consiste en la purgación de la memoria, entendida como potencia del alma, para limpiarla de los apegos sensitivos que provienen del cuerpo. En palabras de San Juan de la Cruz:

Hay que perder el gusto por el apetito de las cosas.

El apetito como tal no tiene por qué ser malo pero sí lo es el apego o gusto que provoca en la memoria, porque la impide orientarse plenamente hacia Dios. La privación corporal y la oración son los principales medios purgativos. El estado en que se sume la memoria se llama esperanza.

### Vía iluminativa
La vía iluminativa consiste en la elevación del entendimiento hacia Dios, entendido como potencia del alma. Una vez limpio el entendimiento de toda relación con las criaturas queda vacío para entregarse a la sabiduría oscura o sabiduría secreta que se sabe sin necesidad de entender, experiencia que en la mística se llama Fe.

### Vía unitiva
La vía unitiva consiste en la purificación de la voluntad, entendida como potencia del alma. En ella el alma alcanza el grado más perfecto de la unión con Dios, ya que ha vaciado su propia voluntad, lo más suyo para entregarla a Dios. Es el grado más perfecto de la caridad.

## Orígenes
La idea de las realidades místicas se ha mantenido ampliamente en el cristianismo desde el siglo II d. C., refiriéndose no simplemente a las prácticas espirituales, sino también a la creencia de que sus rituales e incluso sus escrituras tienen significados ocultos ("místicos").
El vínculo entre misticismo y visión de la Divinidad fue introducido por los primeros Padres de la Iglesia, que utilizaron el término como adjetivo, como en teología mística y contemplación mística.
En siglos posteriores, especialmente cuando la apologética cristiana comenzó a utilizar la filosofía griega para explicar las ideas cristianas, el neoplatonismo se convirtió en una influencia en el pensamiento y la práctica mística cristiana a través de autores como Agustín de Hipona y Orígenes.

### Antecedentes judíos
La espiritualidad judía en el período anterior a Jesús era muy corporativa y pública, basada sobre todo en los servicios de culto de las sinagogas, que incluían la lectura e interpretación de las Escrituras hebreas y la recitación de oraciones, y en las fiestas principales. Así, la espiritualidad privada estaba fuertemente influenciada por las liturgias y por las Escrituras (por ejemplo, el uso de los Salmos para la oración), y las oraciones individuales a menudo recordaban acontecimientos históricos tanto como sus propias necesidades inmediatas.
De especial importancia son los siguientes conceptos:
- Biná (entendimiento), y Chokhmah (sabiduría), que provienen de años de lectura, oración y meditación de las escrituras;
- Shejiná, la presencia de Dios en nuestra vida diaria, la superioridad de esa presencia sobre la riqueza terrenal, el dolor y la nostalgia que surgen cuando Dios está ausente; y el aspecto femenino y nutritivo de Dios;
- la ocultación de Dios, que proviene de nuestra incapacidad para sobrevivir a la revelación plena de la gloria de Dios y que nos obliga a buscar conocer a Dios a través de la fe y la obediencia;
- el "misticismo de la Torá", una visión de las leyes de Dios como la expresión central de la voluntad de Dios y, por tanto, como objeto digno no sólo de obediencia, sino también de meditación amorosa y estudio de la Torá; y
- pobreza, un valor ascético, basado en la expectativa apocalíptica de la inminente llegada de Dios, que caracterizó la reacción del pueblo judío al verse oprimido por una serie de imperios extranjeros.

En la mística cristiana, Shejiná se convirtió en misterio, Dáat (conocimiento) pasó a ser  gnosis, y la pobreza se convirtió en un componente importante del monacato.

### Influencias griegas
El término theoria fue utilizado por los antiguos griegos para referirse al acto de experimentar u observar, y luego comprender a través del nous'.
Las influencias del pensamiento griego son evidentes en los primeros místicos cristianos y en sus escritos. Platón (428-348 a. C.) es considerado el más importante de los filósofos antiguos, y su sistema filosófico proporciona la base de la mayoría de las formas místicas posteriores. Plotino (c. 205 - 270 d. C.) proporcionó la base no cristiana del neo-platónico para gran parte del misticismo cristiano, judío e islámico.

#### Platón

Plato (Πλάτων)

Para Platón, lo que el contemplativo (theoros) contempla (theorei) son las Formas, las realidades subyacentes a las apariencias individuales, y quien contempla estas realidades atemporales y espaciales se enriquece con una perspectiva de las cosas ordinarias superior a la de la gente corriente. Felipe de Opus veía la theoria como la contemplación de los astros, con efectos prácticos en la vida cotidiana similares a los que Platón veía que se derivaban de la contemplación de las Formas.

#### Plotino

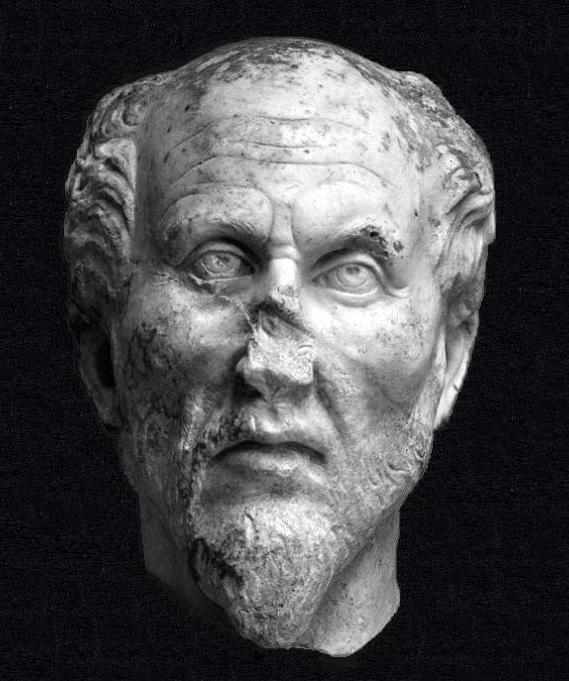
Plotino (Πλωτίνος)

En las Enéadas de Plotino (c.204 /5-270 EC), fundador del neoplatonismo, todo es contemplación (theoria) y todo se deriva de la contemplación. La primera hipóstasis, el Uno, es la contemplación (por el nous, o segunda hipóstasis) en que "se vuelve sobre sí mismo en el sentido más simple, sin implicar complejidad o necesidad"; este reflejarse sobre sí mismo emana (no crea) la segunda hipóstasis, el Intelecto (en griego Νοῦς, Nous), que Plotino describe como "contemplación viva", siendo "actividad autorreflexiva y contemplativa por excelencia", y el tercer nivel hipostático tiene theoria. El conocimiento de Lo Uno se alcanza a través de la experiencia de su poder, una experiencia que es contemplación (theoria) de la fuente de todas las cosas.
Plotino estaba de acuerdo con la distinción sistemática de Aristóteles entre contemplación (theoria) y práctica (praxis): la dedicación a la vida superior de la theoria requiere abstenerse de la vida práctica, activa.  Plotino explicó: "El punto de la acción es la contemplación. ... La contemplación es, pues, el fin de la acción" y "Tal es la vida de la divinidad y de los hombres divinos y bienaventurados: desprendimiento de todas las cosas de aquí abajo, desprecio de todos los placeres terrenales, huida de los solitarios hacia lo Único."

### Iglesia primitiva

#### Escritos neotestamentarios

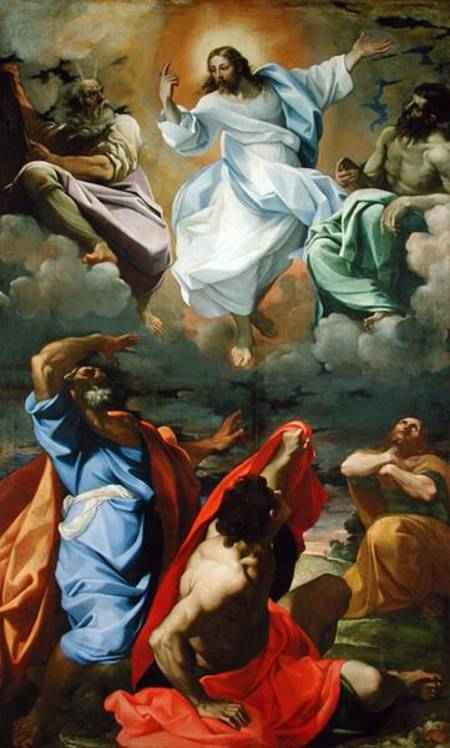
Transfiguración de Jesús representándolo con Elías, Moisés y 3 apóstoles, por Carracci, 1594

Las Escrituras cristianas, en la medida en que son la narrativa fundacional de la Iglesia cristiana, proporcionan muchas historias y conceptos clave que adquieren importancia para los místicos cristianos de todas las generaciones posteriores: prácticas como la Eucaristía, el bautismo y el Padre Nuestro se convierten en actividades que adquieren importancia tanto por sus valores rituales como simbólicos. Otros relatos de las Escrituras presentan escenas que se convierten en el centro de la meditación: la Crucifixión de Jesús y sus apariciones tras su Resurrección son dos de las más centrales para la teología cristiana; pero la concepción de Jesús, en la que el Espíritu Santo eclipsa a María, y su Transfiguración, en la que se revela brevemente en su gloria celestial, también se convierten en imágenes importantes para la meditación. Además, muchos de los textos cristianos se basan en fundamentos espirituales judíos, como chokhmah, shekhinah..
Pero los distintos escritores presentan imágenes e ideas diferentes. Los Evangelios sinópticos (a pesar de sus muchas diferencias) introducen varias ideas importantes, dos de las cuales están relacionadas con las nociones greco-judaicas de conocimiento, gnosis, por ser actos mentales: la pureza de corazón, en la que queremos ver a la luz de Dios; y la arrepentimiento, que implica permitir que Dios nos juzgue y luego nos transforme. Otra idea clave que presentan los sinópticos es el desierto, que se utiliza como metáfora del lugar donde nos encontramos con Dios en la pobreza de nuestro espíritu.
El Evangelio de Juan se centra en la gloria de Dios en su uso de la imaginería de la luz y en su presentación de la Cruz como un momento de exaltación; también ve la Cruz como el ejemplo del amor ágape, un amor que no es tanto una emoción como una voluntad de servir y cuidar a los demás. Pero al hacer hincapié en el amor, Juan desplaza el objetivo del crecimiento espiritual del conocimiento/gnosis, que presenta más en términos de las ideas del Estoico sobre el papel de la razón como principio subyacente del universo y como principio espiritual dentro de todas las personas. Aunque Juan no sigue la noción estoica de que este principio hace posible la unión con lo divino para la humanidad, es una idea que desarrollan escritores cristianos posteriores. Las generaciones posteriores también oscilarán entre seguir a los sinópticos en su énfasis en el conocimiento o a Juan en su énfasis en el amor.
En sus cartas, Paul también se centra en las actividades mentales, pero no de la misma manera que los sinópticos, que equiparan la renovación de la mente con el arrepentimiento. En cambio, Pablo ve la renovación de nuestras mentes como algo que ocurre cuando contemplamos lo que Jesús hizo en la Cruz, lo que nos abre a la gracia y al movimiento del Espíritu Santo en nuestros corazones. Como Juan, Pablo está menos interesado en el conocimiento, prefiriendo enfatizar lo oculto, el "misterio" del plan de Dios revelado a través de Cristo. Pero el debate de Pablo sobre la Cruz difiere del de Juan en que trata menos de cómo revela la gloria de Dios y más de cómo se convierte en la piedra de tropiezo que hace que nuestras mentes vuelvan a Dios. Pablo también describe la vida cristiana como la de un atleta, que exige práctica y entrenamiento para conseguir el premio; escritores posteriores verán en esta imagen una llamada al prácticas ascéticas.

#### Padres apostólicos
Los textos atribuidos a los Padres apostólicos, los primeros textos posbíblicos de que disponemos, comparten varios temas clave, en particular la llamada a la unidad frente a las divisiones internas y la percepción de la persecución, la realidad de los carismas, especialmente la profecía, las visiones y la  gnosis cristiana, entendida como "un don del Espíritu Santo que nos permite conocer a Cristo" a través de la meditación de las Escrituras y de la Cruz de Cristo. (Esta comprensión de la gnosis no es la misma que la desarrollada por los  gnósticos, que se centraban en el  conocimiento esotérico que sólo está al alcance de unas pocas personas pero que les permite liberarse del mundo maligno.) Estos autores también discuten la noción de los "dos caminos", es decir, el camino de la vida y el camino de la muerte; esta idea tiene raíces bíblicas, encontrándose tanto en el Sermón de la Montaña como en la Torá. Los dos caminos se relacionan entonces con la noción de pureza de corazón, que se desarrolla contraponiéndola al corazón dividido o doble y vinculándola a la necesidad de ascetismo, que mantiene el corazón íntegro/puro. La pureza de corazón era especialmente importante dada la percepción del martirio, que muchos escritores discutían en términos teológicos, viéndolo no como un mal, sino como una oportunidad de morir de verdad por amor a Dios, el ejemplo supremo de la práctica ascética. El martirio también podía verse como algo simbólico en sus conexiones con la Eucaristía y con el bautismo.
La Theoria permitió a los Padres percibir profundidades de significado en los escritos bíblicos que escapan a un enfoque puramente científico o empírico de la interpretación. Los Padres antioquenos, en particular, veían en cada pasaje de las Escrituras un doble sentido, literal y espiritual. Como señala Frances Margaret Young, "Mejor traducido en este contexto como un tipo de " insight", theoria era el acto de percibir en la redacción y la "historia" de las Escrituras un significado moral y espiritual," y puede considerarse una forma de alegoría.

#### Mística alejandrina
La contribución alejandrina a la mística cristiana se centra en Orígenes (c. 185 - c. 253) y Clemente de Alejandría (150-215 d. C.). Clemente fue uno de los primeros humanista cristiano que defendió que la razón es el aspecto más importante de la existencia humana y que la gnosis (no algo que podamos alcanzar por nosotros mismos, sino el don de Cristo) nos ayuda a encontrar las realidades espirituales que se ocultan tras el mundo natural y dentro de las escrituras. Dada la importancia de la razón, Clemente subraya la apatheia como una ordenación razonable de nuestras pasiones para vivir dentro del amor de Dios, que se ve como una forma de verdad. Orígenes, que ejerció una influencia duradera en el pensamiento cristiano oriental, desarrolla aún más la idea de que las realidades espirituales pueden encontrarse a través de lecturas alegóricas de las Escrituras (en la línea de la tradición aggadah judía), pero centra su atención en la Cruz y en la importancia de imitar a Cristo a través de la Cruz, especialmente mediante el combate espiritual y el ascetismo. Orígenes subraya la importancia de combinar intelecto y virtud (theoria y praxis) en nuestros ejercicios espirituales, recurriendo a la imagen de Moisés y Aarón guiando a los israelitas por el desierto, y describe nuestra unión con Dios como el matrimonio de nuestras almas con Cristo el Logos, utilizando la imaginería nupcial del Cantar de los Cantares. El misticismo alejandrino se desarrolló junto al Hermetismo y el Neoplatonismo, por lo que comparten algunas de las mismas ideas, imágenes, etc. a pesar de sus diferencias.
Filón de Alejandría (20 AEC - c. 50 EC) fue un  filósofo helenístico judío que fue importante para conectar las Escrituras hebreas con el pensamiento griego, y por tanto con los cristianos griegos, que luchaban por comprender su conexión con la historia judía. En particular, Filón enseñó que la interpretación alegórica de las Escrituras hebreas proporciona acceso a los verdaderos significados de los textos. Filón también enseñó la necesidad de unir el enfoque contemplativo de los estoicos y esenios con las vidas activas de virtud y adoración comunitaria que se encuentran en el platonismo y los terapéuticos. Utilizando términos que recuerdan a los platónicos, Filón describió el componente intelectual de la fe como una especie de éxtasis espiritual en el que nuestro nous (mente) se suspende y el Espíritu de Dios ocupa su lugar. Las ideas de Filón influyeron en los cristianos de la  escuela alejandrina Cristianos,  Clemente, y Orígenes, y a través de ellos, a Gregorio de Nisa.

### Monasticismo

#### Padres del Desierto
Inspirados por las enseñanzas y el ejemplo de Cristo, hombres y mujeres se retiraron a los desiertos de Uadi Natrun donde, bien como individuos solitarios o como comunidades, vivieron vidas de austera sencillez orientadas a la oración contemplativa. Estas comunidades constituyeron la base de lo que más tarde se conocería como monacato cristiano.

### Monasticismo

#### Padres del Desierto
Inspirados por las enseñanzas y el ejemplo de Cristo, hombres y mujeres se retiraron a los desiertos de Sketes donde, bien como individuos solitarios o como comunidades, vivieron vidas de austera sencillez orientadas a la oración contemplativa. Estas comunidades constituyeron la base de lo que más tarde se conocería como monacato cristiano.

## Antropología espiritual de la mística
La mística se basa en la idea de las tres potencias del alma: memoria, entendimiento y voluntad. Esta idea que ya se encuentra en Platón pasa al cristianismo donde es enriquecida, relacionándola con las tres personas de la Trinidad. San Buenaventura en el Itinerario de la mente hacia Dios considera la memoria como facultad imagen del Padre, el entendimiento como facultad imagen del Hijo y la voluntad como facultad imagen del Espíritu Santo.

## Historia

### Los primeros místicos
Los primeros místicos van en paralelo con el Neoplatonismo, influyendo y tirando unos de otros. Esta sinergia encuentra una primera cima en la obra del Pseudo Dionisio, cuyos tratados: De los nombres de Dios, Las jerarquías y Teología Mística establecen las diferencias entre la vía afirmativa o catafática y la vía negativa o apofática.

### La mística española delsigloXVI
- La mística franciscana
- La mística carmelita
- La mística jesuita

## Grandes místicos
- San Pablo de Tarso (siglo I)
- San Juan Apóstol y Evangelista   (siglo I)
- Padres del Desierto (siglo IV)
- Pseudo Dionisio (siglo V/VI)
- Santa Hildegarda (1098-1179)
- San Buenaventura (1218-1274)
- Santa Ángela de Foligno (1248-1309)
- Maestro Eckhart (1260-1328)
- Gregorio Palamás (1296-1359)
- Juan Taulero (1300-1361)
- Enrique Susón (1300-1366)
- Brígida de Suecia (1303-1373)
- Santa Catalina de Siena (1347-1380)
- San Ignacio de Loyola (1491-1556)
- Santa Teresa de Jesús (1515-1582)
- San Juan de la Cruz (1542-1591)
- Angelus Silesius (1624–1677)
- Miguel de Molinos (1628–1697)
- Emanuel Swedenborg (1688–1772)
- Santa Bernadette Soubirous (1844-1879)
- San Carlos de Foucauld (1858-1916)
- Beata Concepción Cabrera de Armida (1862-1937)
- Santa Teresita del Niño Jesús (1873-1897)
- Beata María del Divino Corazón Droste zu Vischering (1863-1899)
- Beata Alejandrina de Balazar (1904-1955)
- Padre Pío de Pietrelcina (1887-1968)

## Prácticas
- Hesicasmo

## Herejías místicas
- Quietismo